# برش نهایی (فیلم ۱۹۹۵)
«برش نهایی» (انگلیسی: The Final Cut (1995 film)) یک فیلم به کارگردانی راجر کریستین است. از بازیگران آن می‌توان به سام الیوت، چارلز مارتین اسمیت، آن رمزی، و مت کریون اشاره کرد.